# Hans Oser (Komponist)
Hans Oser (* 27. Dezember 1895 in Freiburg; † 8. Mai 1951 in Rapperswil SG) war ein Schweizer Dirigent, Chorleiter und Komponist.

## Leben und Werk
Hans Oser wirkte seit 1924 als Musikdirektor in Rapperswil SG. Als Komponist schrieb er Messen, Klaviersonaten und diverse Chöre.

## Werke v (Auswahl)
- Missa dominicalis, für vier gemischte Stimmen und Orgel (1941).
- Missa «Stella matutina», für vierstimmig gemischten Chor und Orgel (1956).
- Liederbuch für Regina, für Klavier zu vier Händen (1940).